# Fiennes Cornwallis (1er baron Cornwallis)
Fiennes Stanley Wykeham Cornwallis (27 mai 1864-26 septembre 1935) est un homme politique conservateur britannique.

## Jeunesse
Lord Cornwallis est né le 27 mai 1864 au Prieuré de Chacombe, Banbury, Oxfordshire, le fils aîné de Fiennes Cornwallis et de Harriet Elizabeth Mott. Il a un frère et deux sœurs et fait ses études au Collège d'Eton.

## Carrière politique
Il est élu à la Chambre des communes comme député de Maidstone en 1888, siège qu'il occupe jusqu'en 1895 et de nouveau de 1898 à 1900. Il est également président du Kent County Council entre 1910 et 1930. En 1927, il est élevé à la pairie sous le nom de baron Cornwallis de Linton dans le comté de Kent, où se trouve sa maison de campagne, Linton Park.

## Famille
Lord Cornwallis épouse Mabel Leigh, fille d'Oswald Peter Leigh, en 1886. Ils ont sept enfants, trois fils et quatre filles :
- Fiennes Wykeham Mann Cornwallis (1890 – 1921)
- Wykeham Cornwallis (2e baron Cornwallis) (1892 – 1982)
- Oswald Cornwallis (en), (1894 – 1974)
- Lady Julia Dorothy Cornwallis (1887 – 1971)
- Lady Vere Mabel Cornwallis (1889 – 1964)
- Yvonne Cornwallis (1896 – 1983)

Fiennes Wykeham Mann Cornwallis est tué en Irlande en mai 1921 pendant la guerre d'indépendance irlandaise. Lord Cornwallis est remplacé dans la baronnie par son deuxième fils, Wykeham Stanley. Lady Cornwallis est décédée en 1957.

## Franc-maçonnerie
Il est un franc-maçon éminent et le Grand Maître Provincial de Kent et un Ancien Grand Gardien dans la Grande Loge Unie d'Angleterre. Stanley Wykeham Lodge 6599 est nommé en son honneur.